# مينا فوجي
مينا فوجي (باليابانية: 藤井美菜) هي ممثلة أمريكية، ولدت في 15 يوليو 1988 بسان دييغو في الولايات المتحدة.

## وصلات خارجية
- مينا فوجي على موقع IMDb (الإنجليزية)
- مينا فوجي على موقع روتن توميتوز (الإنجليزية)
- مينا فوجي على موقع قاعدة بيانات الفيلم (الإنجليزية)